# Vladimir Tolstoï
Pour les articles homonymes, voir Tolstoï.
Vladimir Ilitch Tolstoï (Влади́мир Ильи́ч Толсто́й), né le 28 septembre 1962 au village de Trotskoïe dans l'oblast de Moscou, est un journaliste et écrivain russe, arrière-arrière petit-fils de Léon Tolstoï.

## Biographie
Vladimir Tolstoï est le fils d'Ilia Vladimirovitch Tolstoï, professeur de l'université d'État de Moscou à la faculté de philologie. Vladimir Tolstoï est diplômé de la faculté de journalisme de l'université d'État de Moscou. il est membre de l'union des journalistes d'URSS en 1988. Il publie en 1992 un article fort documenté dans la Komsomolskaïa Pravda à propos de constructions illégales et de destructions de forêts à Iasnaïa Poliana, le domaine de son ancêtre Léon Tolstoï, devenu musée. C'est à la suite de cette publication que le ministre de la culture de l'époque, Evgueni Sidorov, propose de nommer Vladimir Tolstoï comme directeur du musée du domaine de Iasnaïa Poliana. Tolstoï doit d'abord travailler auparavant pendant dix mois comme expert au ministère de la culture. Il devient en 1994, directeur du musée-domaine.
En 1997, il est nommé président du conseil central de l'association des travailleurs de musées des régions de Russie, dont le but est d'unir les musées des provinces russes. Cette organisation regroupe plus de 500 musées dans 30 régions de Russie. Il représente aussi la Russie au NEMO («réseau des associations des musées européens»). Il est depuis 2009, président de la branche russe du Conseil international des musées. Il préside aussi la chambre civique de l'oblast de Toula (où se trouve Iasnaïa Poliana) et il est membre de la chambre civique de la fédération de Russie.
Vladimir Tolstoï est l'organisateur des assemblées des descendants de Léon Tolstoï à Isnaïa Poliana. Le but de ces rencontres est de réunir plus de deux cents descendants de l'écrivain qui habitent en Russie ou sont dispersés dans plusieurs pays du monde et souhaitent contribuer à la prospérité de Iasnaïa Poliana et au rayonnement de la culture russe. Avec d'autres membres de la famille Tolstoï, Vladimir Tolstoï est à l'origine de la fondation « Patrimoine de L.N. Tolstoï » et de réunions annuelles d'écrivains à Iasnaïa Poliana.

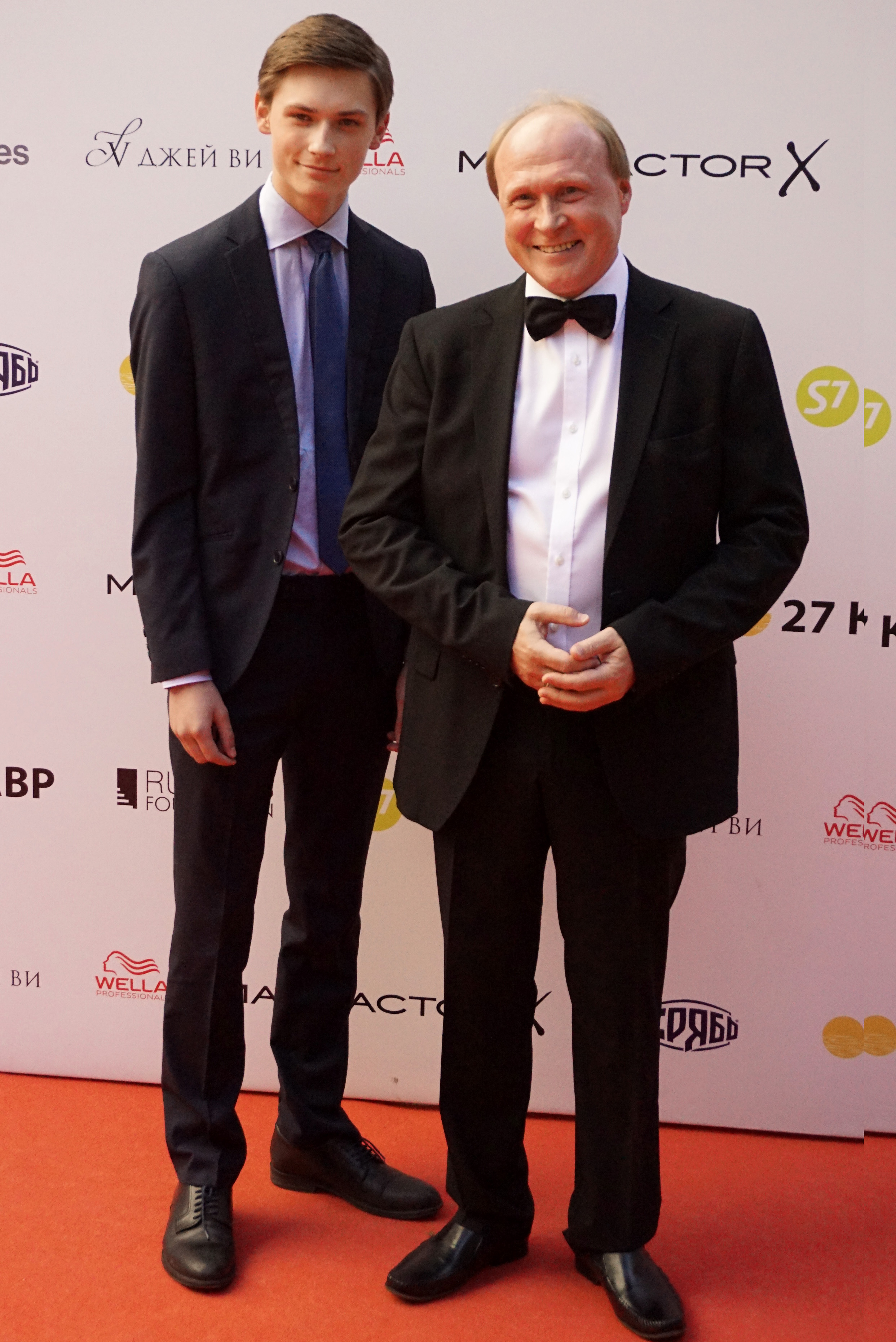
Vladimir Tolstoï et un de ses fils au festival de cinéma Kinotavr de Sotchi, en 2016.

Le 6 février 2012, il est inscrit officiellement comme soutien pour la candidature de Vladimir Poutine aux élections présidentielles. Le 23 mai 2012, il est nommé conseiller du président de la fédération de Russie.
En 2016, il signe la « lettre des cinquante cinq » contre les informations portant atteinte à la confiance dans le système judiciaire de la fédération de Russie.
Le 12 août 2019, il est président du conseil auprès de la présidence de la fédération de Russie chargé de la russophonie. Il fait de nombreuses apparitions à la télévision russe.

## Vie privée
Vladimir Tolstoï épouse en premières noces (1983-1995) Maria Vsevolodovna Chichkovskaïa (née en 1962) et en secondes noces en 1995 Ekaterina Alexandrovna Minaïeva (née en 1972). Il a deux filles de son premier mariage, Anastasia (née en 1984) et Ekaterina (née en 1987); et deux fils de son second mariage: Andreï (né en 1996) et Ivan (né en 1998). 
L'écrivain Sergueï Chargounov est marié à sa fille Anastasia,.